# Sindian
Sindian est un village du Sénégal situé en Basse-Casamance (Fogny), entre Bignona et la frontière avec la Gambie. C'est le chef-lieu de la communauté rurale de Sindian et l'arrondissement de Sindian, dans le département de Bignona et la région de Ziguinchor.

## Géographie
Les localités les plus proches sont Niankitte, Kagnarou, Tandine, Ouniock, Médiégue et Kakène.

### Population
Lors du dernier recensement (2002), Sindian comptait 3 354 habitants pour 467 ménages.

## Personnalités liées à Sindian
Oumar Lamine Badji, natif de la localité en 1944, est assassiné à Sindian le 30 décembre 2006. Député du Parti démocratique sénégalais (PDS), il était aussi président du Conseil général de Ziguinchor.
Autres personnalités; Cheikh Ousmane Sountou Badji marabout, incontesté. Il avait mené une sorte de Jihad contre les totems et quelques vestiges du chamanisme traditionnel. Il avait un passage en force dans ce domaine. Le Cheikh mourut le 7 juin 2016 à Dakar et inhumé à Sindian Aïnou Salam, Cité de la Paix.
Bacary Sané, un cadre émérite né à Sindian au quartier Couyoncol.Son père Amoro Sané fut le premier sindianais à se convertir à l'Islam suivi de Ousmane Yoro Sindian BADJI. Bacary était commis à l'arrondissement durant vingt ans avant d'être nommé Intendant à l'Institut Universitaire et Technologique (IUT) par le gouvernement où il prit sa retraite en sa qualité de fonctionnaire. Nous l’appelions Bacary "Mermoz". Il était un homme politique depuis l'époque de feu Emile Badiane qui fut son mentor.    